# Stenotothorax woodleyi
Stenotothorax woodleyi är en skalbaggsart som beskrevs av Gordon 2006. Stenotothorax woodleyi ingår i släktet Stenotothorax och familjen Aphodiidae. Inga underarter finns listade i Catalogue of Life.